# Melipotis decreta
Melipotis decreta là một loài bướm đêm trong họ Erebidae.